# Provincia de Carangas
Carangas es una provincia situada en el oeste de Bolivia en el departamento de Oruro. Tiene una extensión de 9.878 km², está dividida en dos municipios y su capital es Corque.

## Historia
La provincia de Carangas fue creada como una de las tres provincias constituyentes del Departamento de Oruro, por ley de 5 de septiembre de 1826, en el gobierno de Antonio José de Sucre. Posteriormente, por ley de 11 de noviembre de 1950, la provincia se dividió en las provincias de Nor Carangas (la actual provincia de Sajama), Sud Carangas y Carangas (que incluye la actual provincia de Sud Carangas), durante la presidencia de Mamerto Urriolagoitia.

## Ubicación
La provincia es una de las dieciséis provincias del departamento de Oruro. Se encuentra entre los 17°59′ y 18°54′ de latitud sur y entre los 67°9′ y 67°45′ de longitud oeste. Está en la parte central del departamento, al oeste del país.
Limita al noroeste con la provincia de San Pedro de Totora, en el oeste con la provincia de Sajama, al suroeste con la provincia del Litoral, al sureste con la provincia de Sud Carangas, al este con la provincia de Saucarí, y al noreste con la provincia de Nor Carangas.
La provincia se extiende de norte a sur y unos 105 kilómetros en dirección este-oeste más de 75 kilómetros.

## Demografía
De acuerdo con el censo boliviano de 2024, la población de la provincia de Carangas es de 19 000 habitantes.
La población de la provincia se ha más que duplicado en las últimas tres décadas:
| Año  | Habitantes | Fuente |
| ---- | ---------- | ------ |
| 1992 | 7 930      | Censo  |
| 2001 | 10 505     | Censo  |
| 2012 | 11 071     | Censo  |
| 2024 | 19 000     | Censo  |

El principal lenguaje de la provincia es aimara, hablado por el 94 % de la población, seguido del español (84 %) y quechua (13 %). La población de la provincia aumentó de 7930 (1992) a 10 163 habitantes (2001), con un incremento del 28.15 %

43,1 % de los habitantes son menores de 15 años de edad.
En el censo de 2012 se registró un total de 11 071 habitantes, lo que representa un incremento del 8.93% respecto a los 10 163 habitantes registrados en el censo anterior. 

92,5% de la población no tiene acceso a la electricidad, el 98,1% viven sin instalaciones sanitarias (1992).
79,8% de la población activa está empleada en la agricultura, el 0,1% en la minería, el 3,5% en la industria, el 16,6% en los servicios (2001).
72% de la población es católica, el 23% son protestantes (1992).
| Gráfica de evolución demográfica de la provincia de Carangas entre 1992 y 2012 |
|                                                                                |
| Fuente: Instituto Nacional de Estadística de Bolivia                           |

## División política
La provincia se divide en dos municipios:
- Corque
- Choquecota